# Église Saint-Urbain de Courçay
Pour les articles homonymes, voir Église Saint-Urbain.
L'église Saint-Urbain est l'église paroissiale de la commune de Courçay, située dans le département d'Indre-et-Loire, en France.
La construction de cet édifice roman a pu s'échelonner de la fin du XIe siècle au début du XIIe siècle, avec une reprise du clocher et une surélévation de la nef au XVe siècle puis des remaniements des baies au XVIIIe siècle. L'église est inscrite au titre des monuments historiques. Elle renferme en outre trois objets (une cloche et deux statues) protégés par inscription dans la base Palissy.

## Localisation
Sa nef ouverte vers l'ouest et son chœur rigoureusement tourné vers l'est, l'église respecte l'orientation d'une grande partie des édifices de culte catholique. Elle est implantée au pied du coteau de la rive droite de l'Indre, sur une terrasse légèrement surélevée par rapport au lit de la rivière. La D 83 (Cigogné-Tauxigny) passe au niveau de sa façade occidentale ; la rue de la Montée et la rue des Rochers la séparent des escarpements du coteau.

## Historique
La première mention d'un édifice religieux à Courçay remonte au IXe siècle avec une chapelle, citée dans un acte de Charles le Chauve de 862. Il est ensuite question d'une église dans un acte de Charles le Simple en 919 mais elle n'a laissé aucun vestige. Les sources qui mentionnent « une église mérovingienne [peut-être] couverte de paille ou de joncs » transposent à Courçay certaines dispositions générales des églises rurales de cette époque.
La base du clocher semble dater de la fin du XIe siècle. Nef et chœur peuvent avoir été construits au début du XIIe siècle, mais la nef est surélevée et voûtée au XVe ou au XVIe siècle. À la même époque, la flèche du clocher est édifiée. Les baies en plein cintre sont reprises et agrandies au XVIIIe siècle.
Le 18 germinal An II (7 avril 1794), une commission communale inventorie et évalue tous les mobiliers de l'église pouvant être vendus au profit de l'État.
En 1905, en application de la loi de séparation des Églises et de l'État, la propriété de l'église est transférée à la commune de Courçay. Depuis 1942 et dans le cadre de la loi du 2 mai 1930, « l'église de Courçay, place, l'Indre et ses rives boisées, pont, moulin » devient un site inscrit. Deux ans plus tard, le 4 mai 1944, un arrêté ministériel inscrit l'église elle-même au titre des monuments historiques.
Au XXIe siècle, l'église Saint-Urbain reste un lieu de culte de la paroisse Saint-Brice et accueille, en alternance avec d'autres églises de la paroisse, des offices dominicaux. Elle est aussi un lieu de concerts.

## Architecture
- XIe ou XIIe siècle

Plan de l'église.
Reprise du XVe siècle
XVIIIe siècle ou non daté

La période de sa construction et ses caractéristiques en font un édifice typique de l'architecture romane rurale de la vallée de l'Indre,. Elle mesure 18,50 m de long du portail au chevet pour une largeur de 6,60 m au niveau du chœur et du clocher.
La nef se compose de quatre travées matérialisées extérieurement côté sud par des contreforts plaqués. Côté nord, elle est contrebutée intérieurement par deux contreforts plaqués. Les murs gouttereaux sont percés d'une baie sur chaque travée nord et sud. Elle s'ouvre à l'ouest par un portail en plein cintre, surmonté d'une baie de même style. Ils sont encadrés par deux contreforts. Ses murs peu épais (0,90 m) sont parementés à l'extérieur en petit appareil de moellons,. La maçonnerie, notamment au niveau des chaînages d'angle des murs et des linteaux de certaines baies, fait appel au tuf calcaire d'origine karstique d'extraction locale. Lors de sa reprise, la nef est surélevée et c'est peut-être alors qu'une porte dans sa la première travée de sa face sud est murée, de même que la baie qui la surmonte, au profit d'une porte dans la troisième travée. Du même côté, sa quatrième et dernière travée est prolongée par une sacristie moderne flanquée d'un puissant contrefort.
Le chœur, qui n'est pas séparé de la nef par un transept, se compose de deux courtes travées. Côté nord, sa seconde travée prend jour par une baie en plein cintre. Il est couvert d'une voûte en berceau brisé. Il se termine, à l'est par une abside semi-circulaire voûtée en cul-de-four et éclairée par trois baies en plein cintre. Nef, chœur et abside sont recouverts d'une toiture d'ardoises.
Le clocher, en position latérale, sur base carrée, est lui aussi construit en petits moellons appareillés laissés apparents. Il est inséré sur le côté sud des deux travées du chœur. Sa base est contrebutée par des contreforts plaqués, peu épais, qui s'amortissent à son extrémité haute ; ce dispositif rappelle celui des donjons de la fin du XIe siècle. Les trous de boulin ayant supporté les échafaudages lors de sa construction restent très visibles. Le beffroi est constitué de deux étages successifs en léger retrait. Chaque étage est percé sur chaque face de deux baies en plein cintre munies d'abat-son. La flèche en pierre qui couronne l'ensemble est octogonale, à pans brisés. D'autres églises de la vallée de l'Indre (Esvres, Veigné) ainsi que le prieuré Saint-Jean du Grais à Azay-sur-Cher possèdent un clocher en pierre analogue,.

Architecture de l'église Saint-Urbain de Courçay.
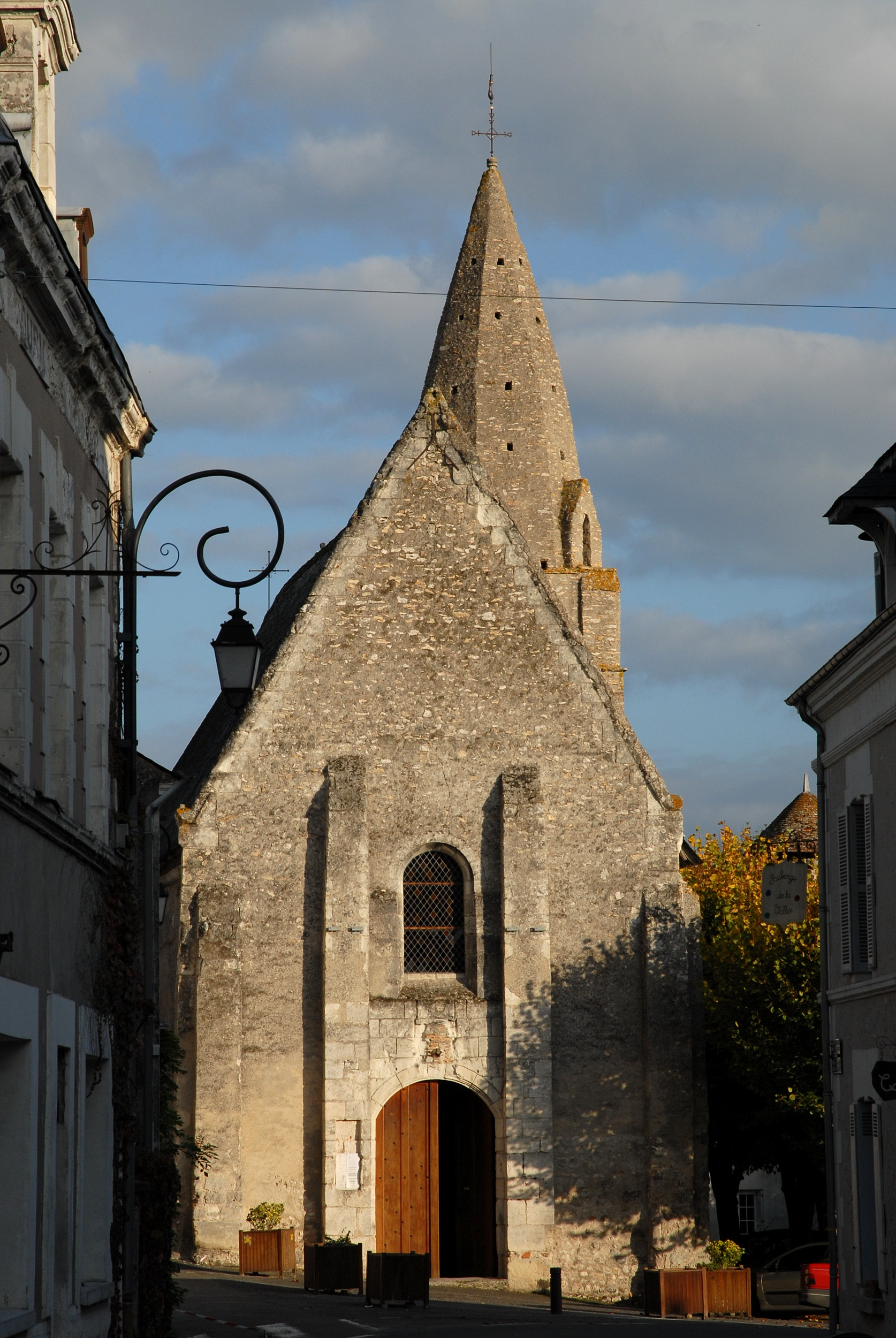
Façade et porche principal.
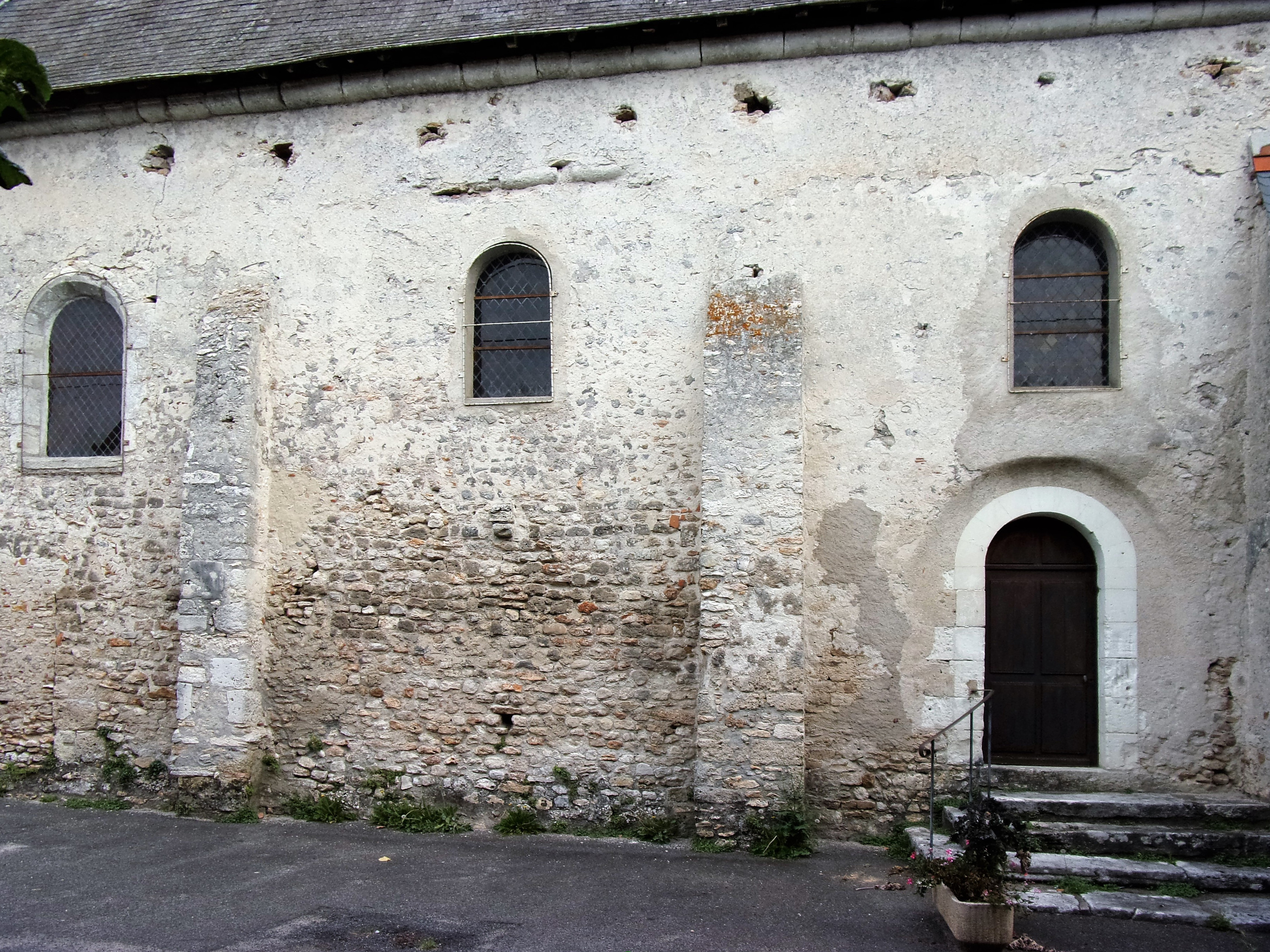
Mur sud de la nef montrant des traces de surélévation.
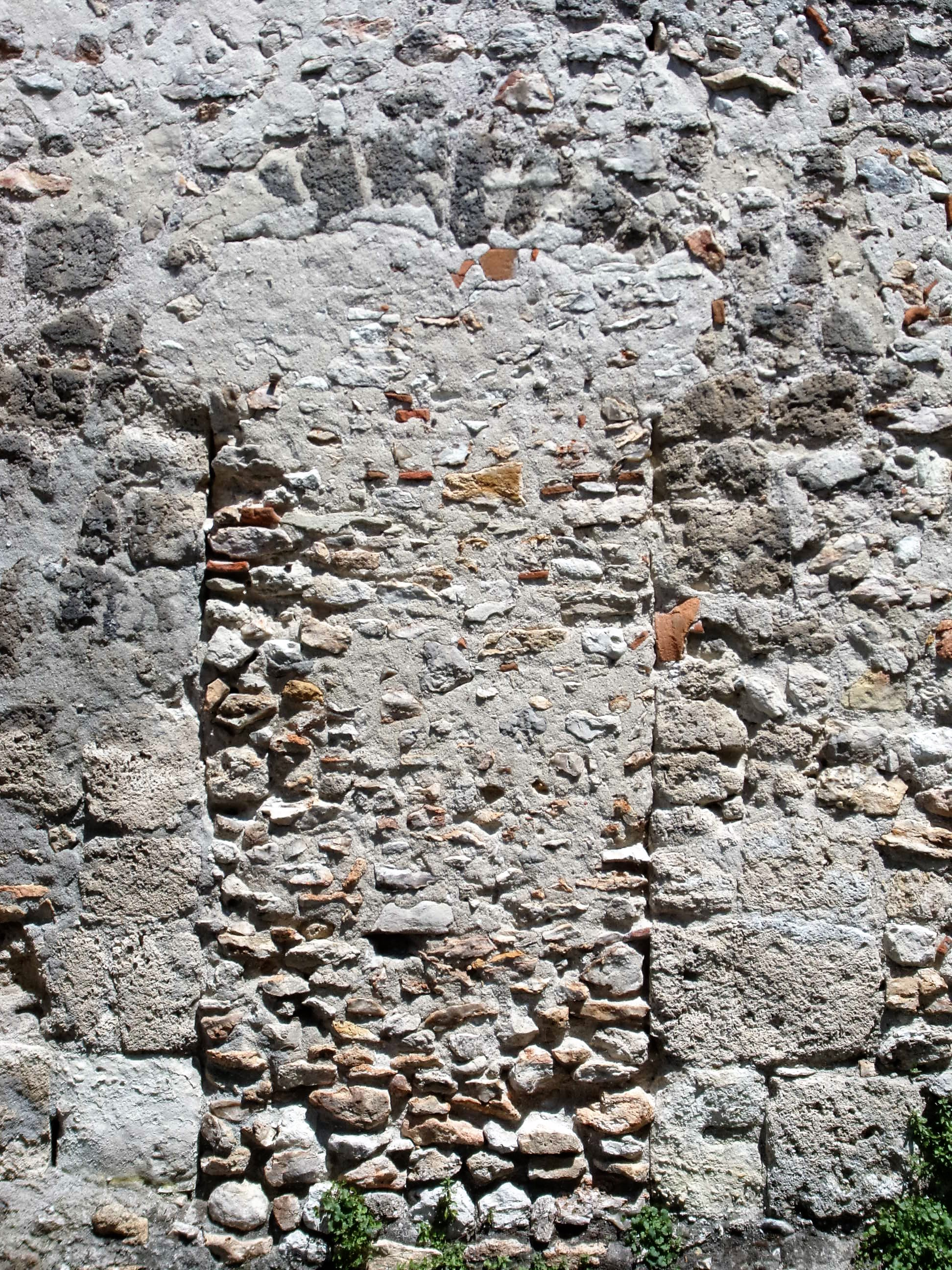
Porte murée dans le mur sud de la nef.
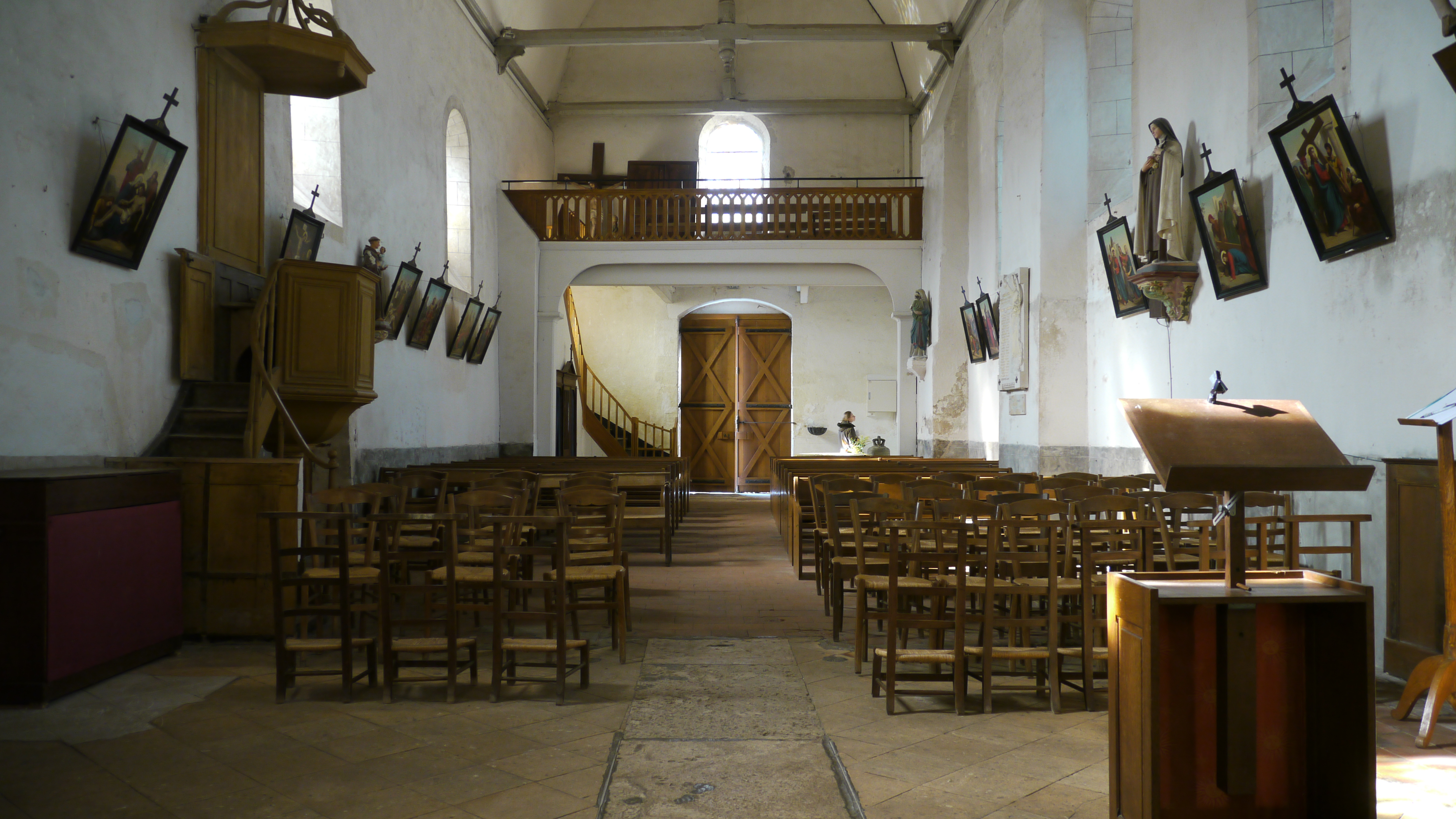
Vue intérieure de la nef.
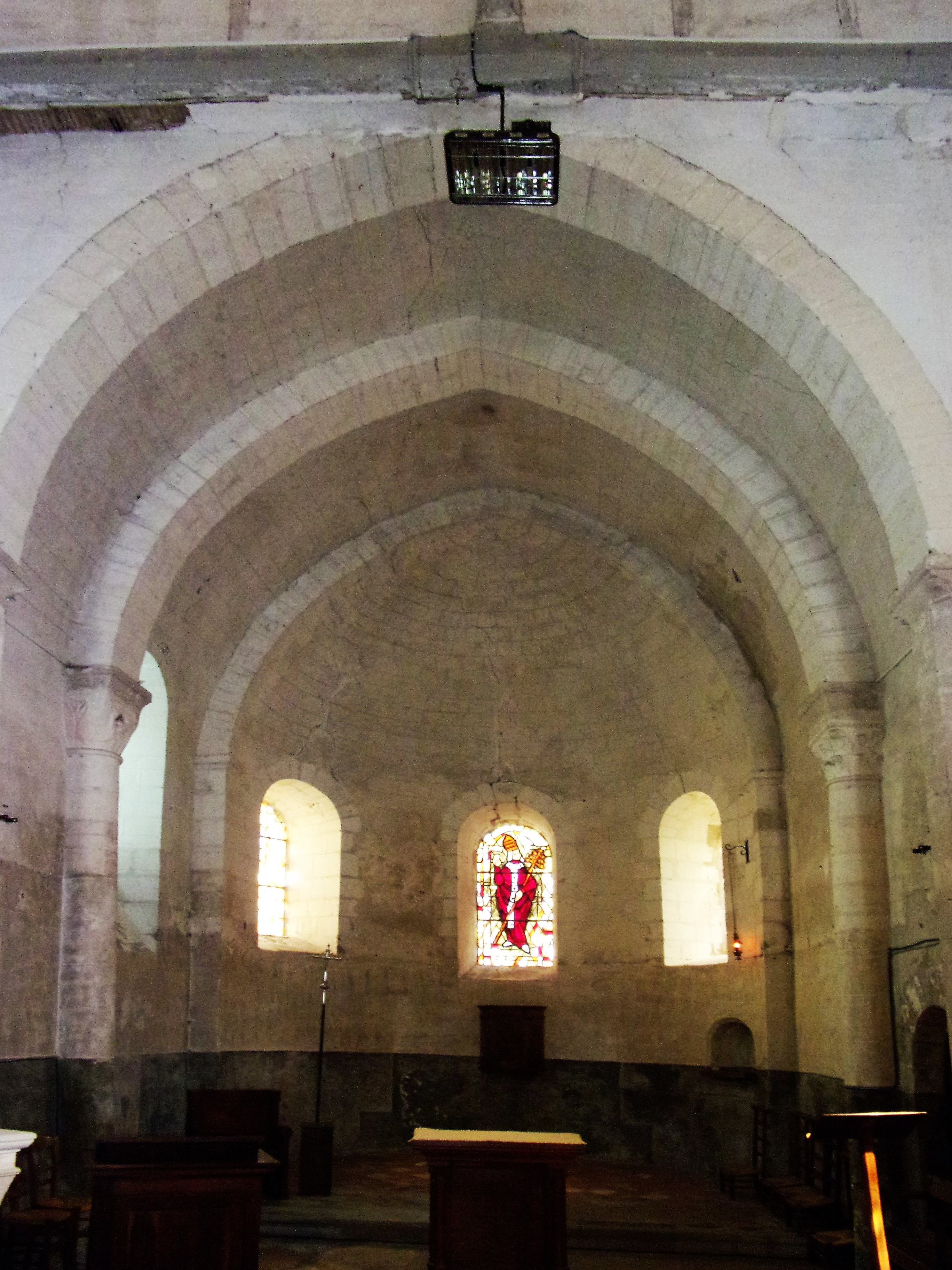
Vue intérieure du chœur.
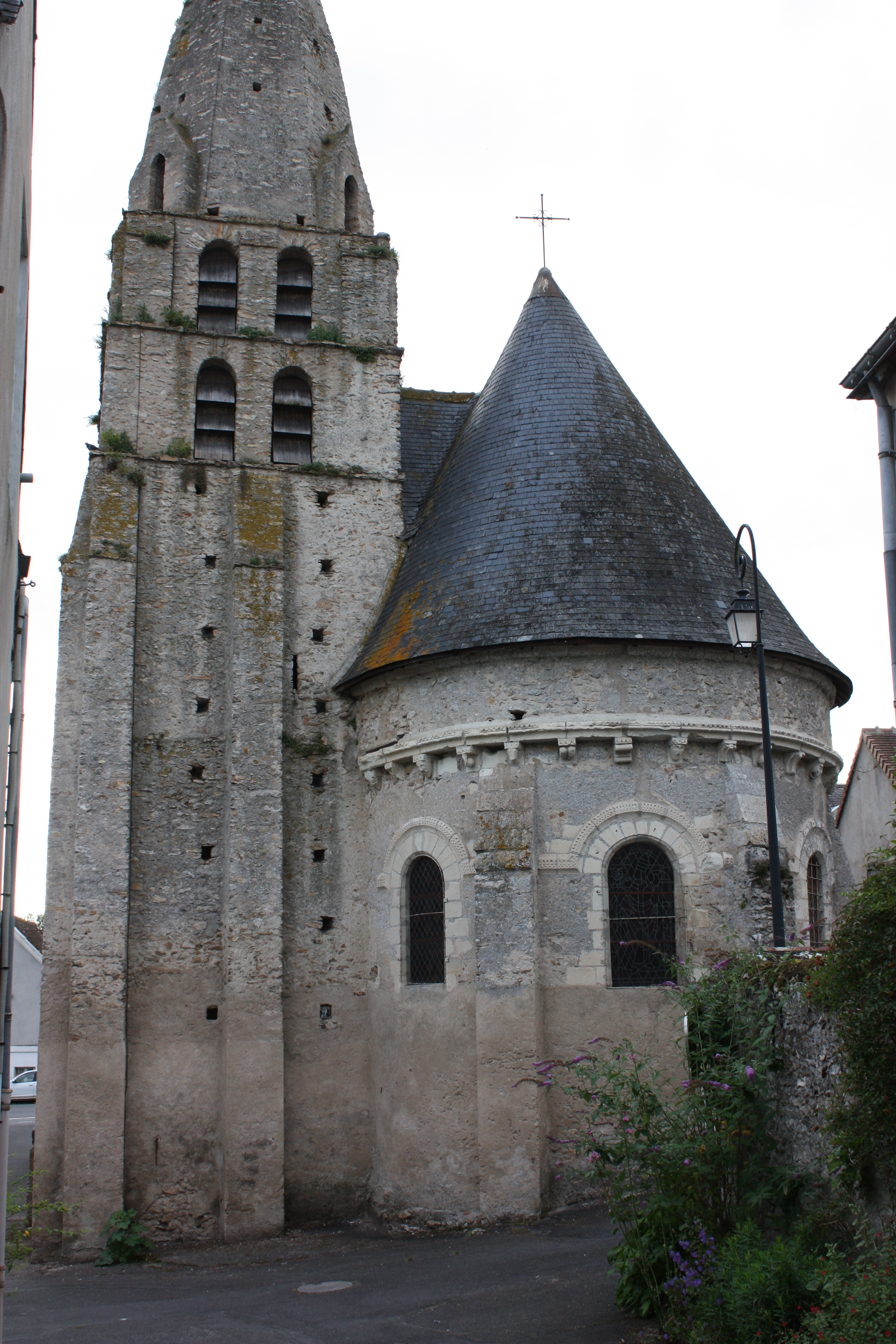
Clocher et chevet.
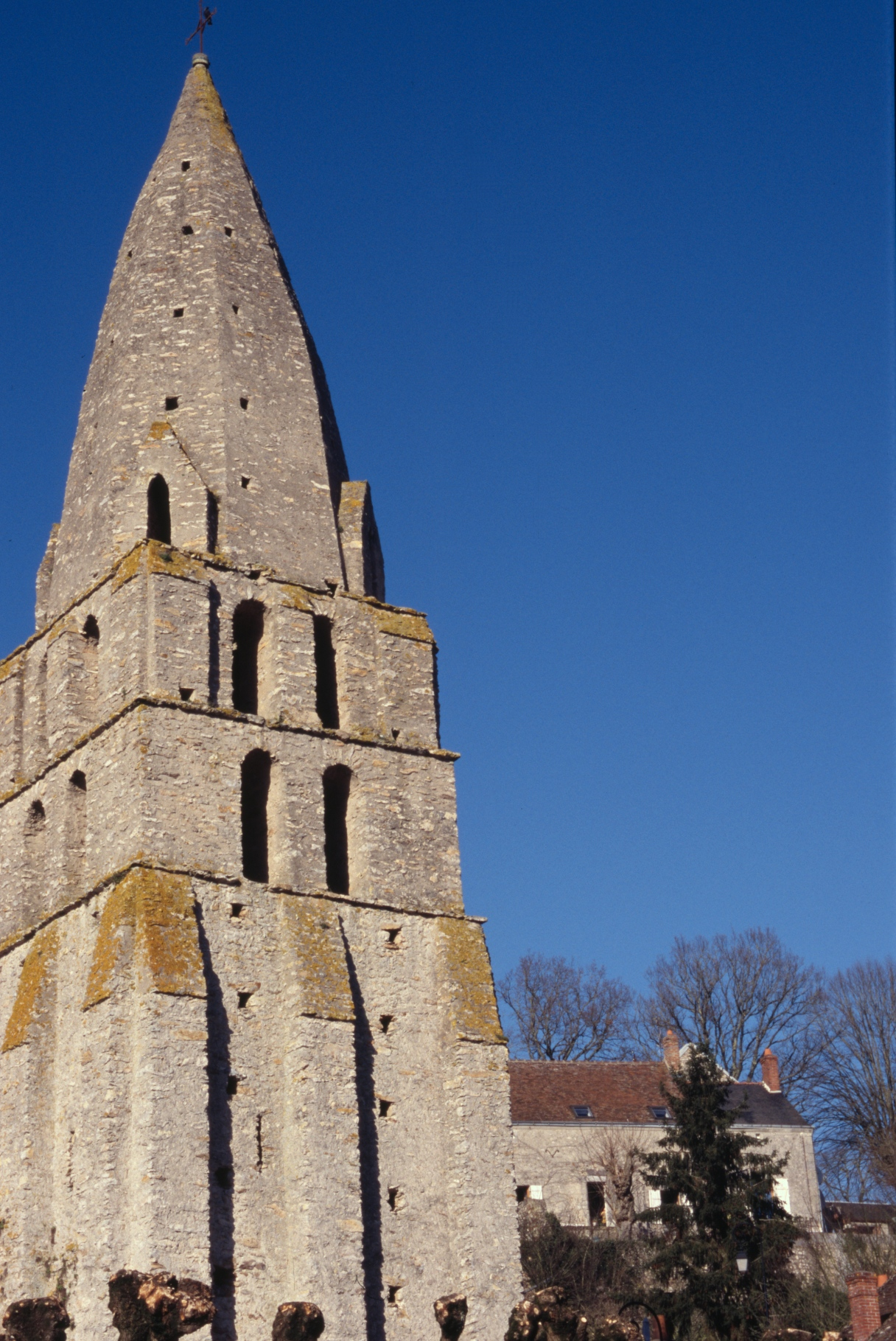
Vue générale du clocher.

## Décor et mobilier
Le chœur est couronné par une corniche supportée par des modillons. Ces derniers représentent des motifs végétaux ou des figures profanes.
Une ancienne cloche de 1533, frappée d'une dédicace en latin, et deux statues représentent le Christ en Croix (XVe siècle) et la Vierge à l'Enfant (XIVe siècle) sont inscrites au titre des objets protégés par le ministère de la Culture. La statue du Christ est en bois polychrome, les pieds du sujet étant absents, alors que la statue de la Vierge est en pierre.
Les vitraux des baies nord de la nef ainsi que le vitrail nord-est de l'abside sont issus des ateliers de Lucien-Léopold Lobin à Tours et portent les millésimes 1867, 1872 ou 1877. Le vitrail axial de l'abside est plus récent (1959).
Pour remercier la commune de Courçay de son soutien à l'occasion des plébiscites précédant son accession au trône impérial, Napoléon III lui fait don du chemin de croix qui décore l'église.
Des fonts baptismaux datent du XIIe siècle. Ils présentent la particularité d'être composés de deux piscines, la plus grande pouvant servir à l'immersion baptismale des enfants.

Décor et mobilier de l'église Saint-Urbain de Courçay
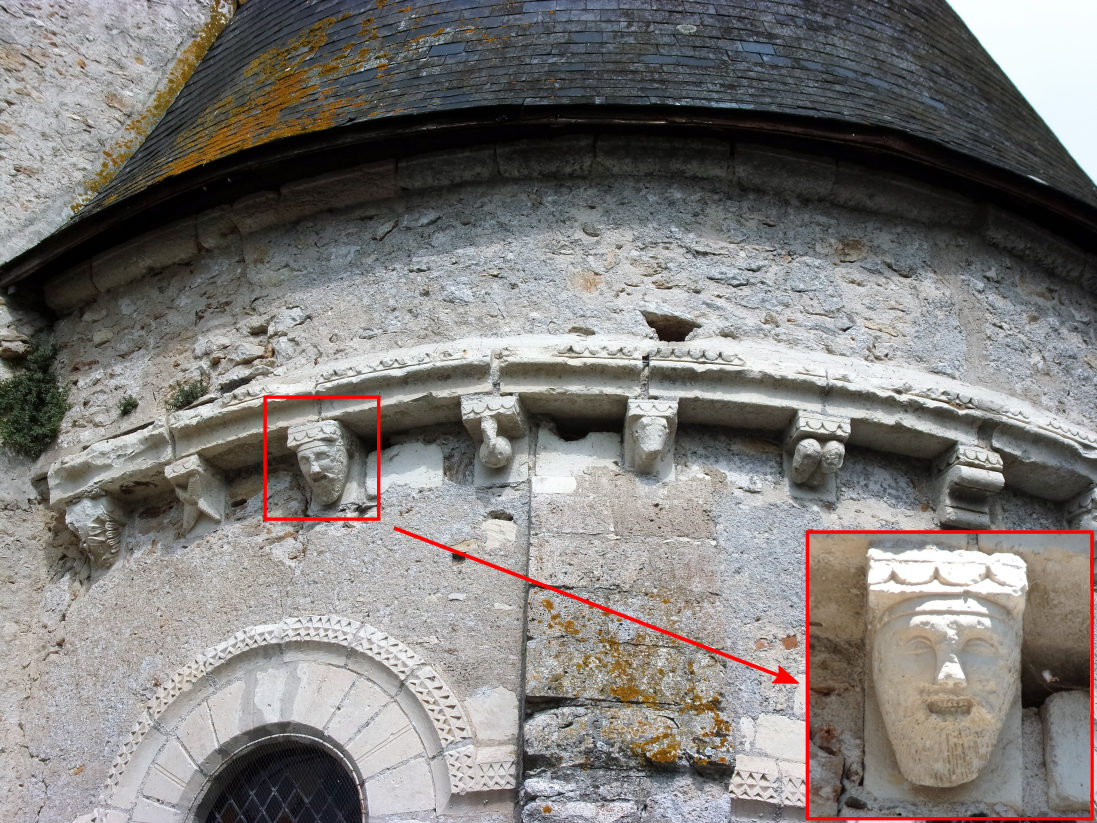
Corniche et modillons (vue générale et détail).
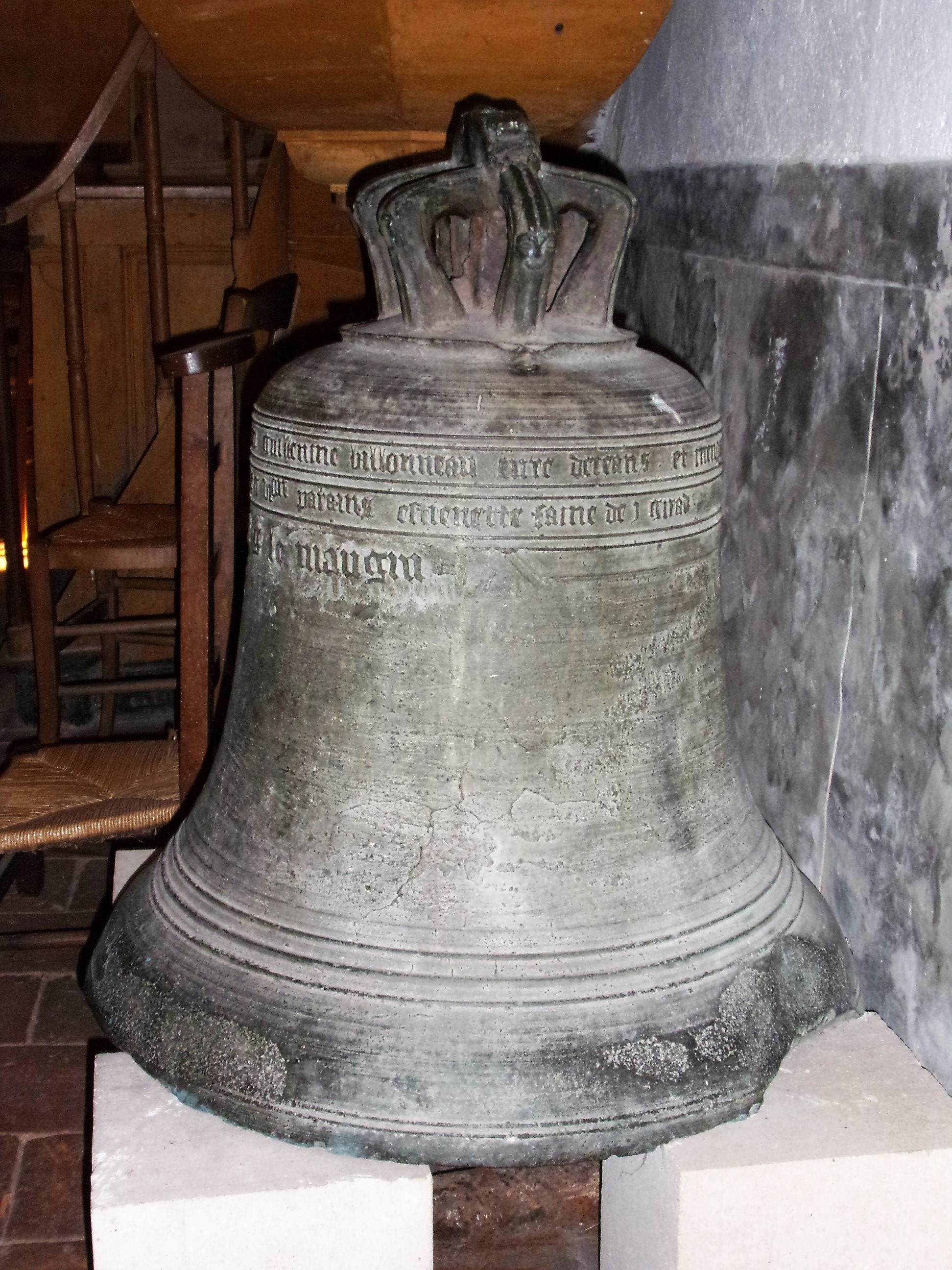
Cloche.
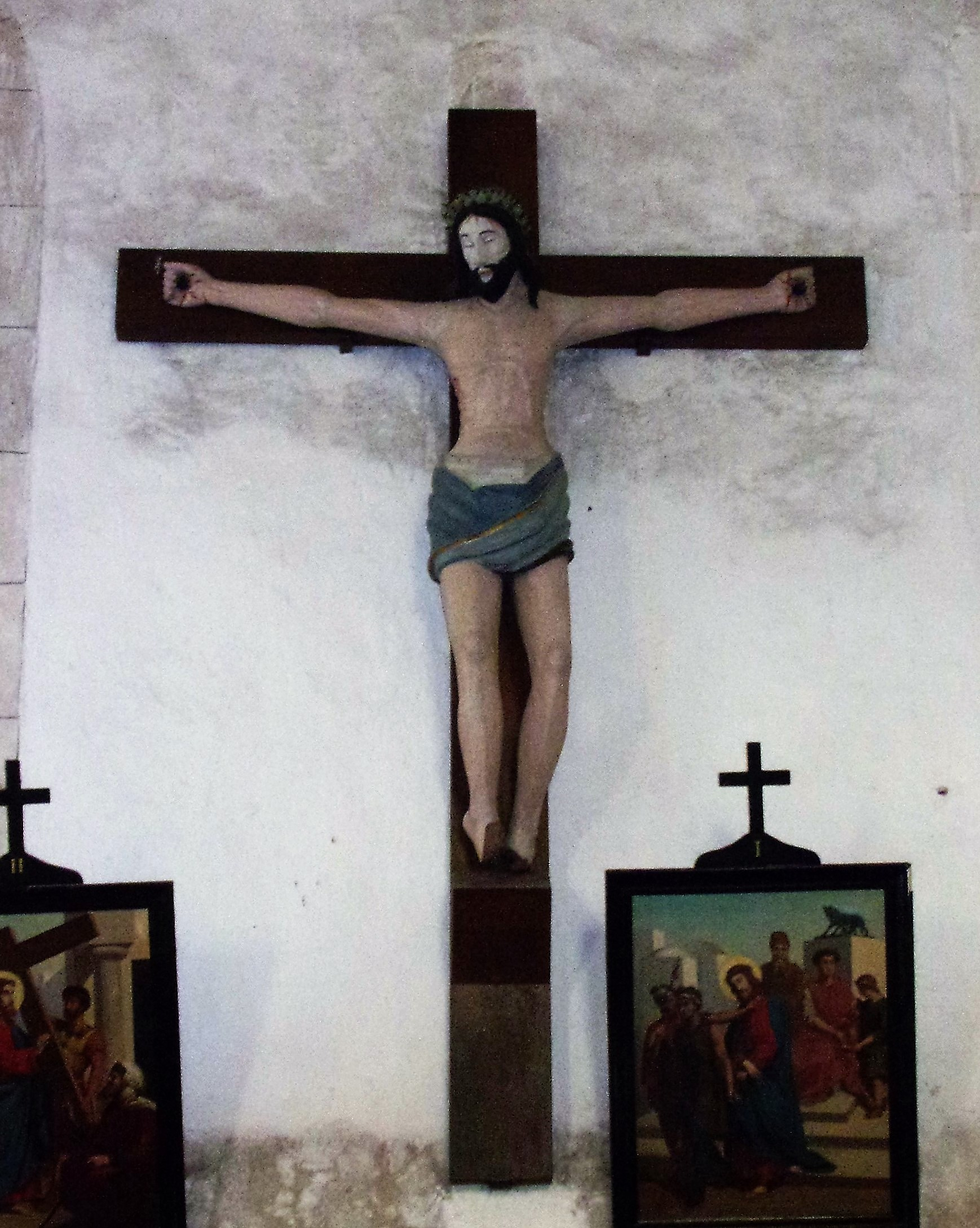
Christ en Croix.
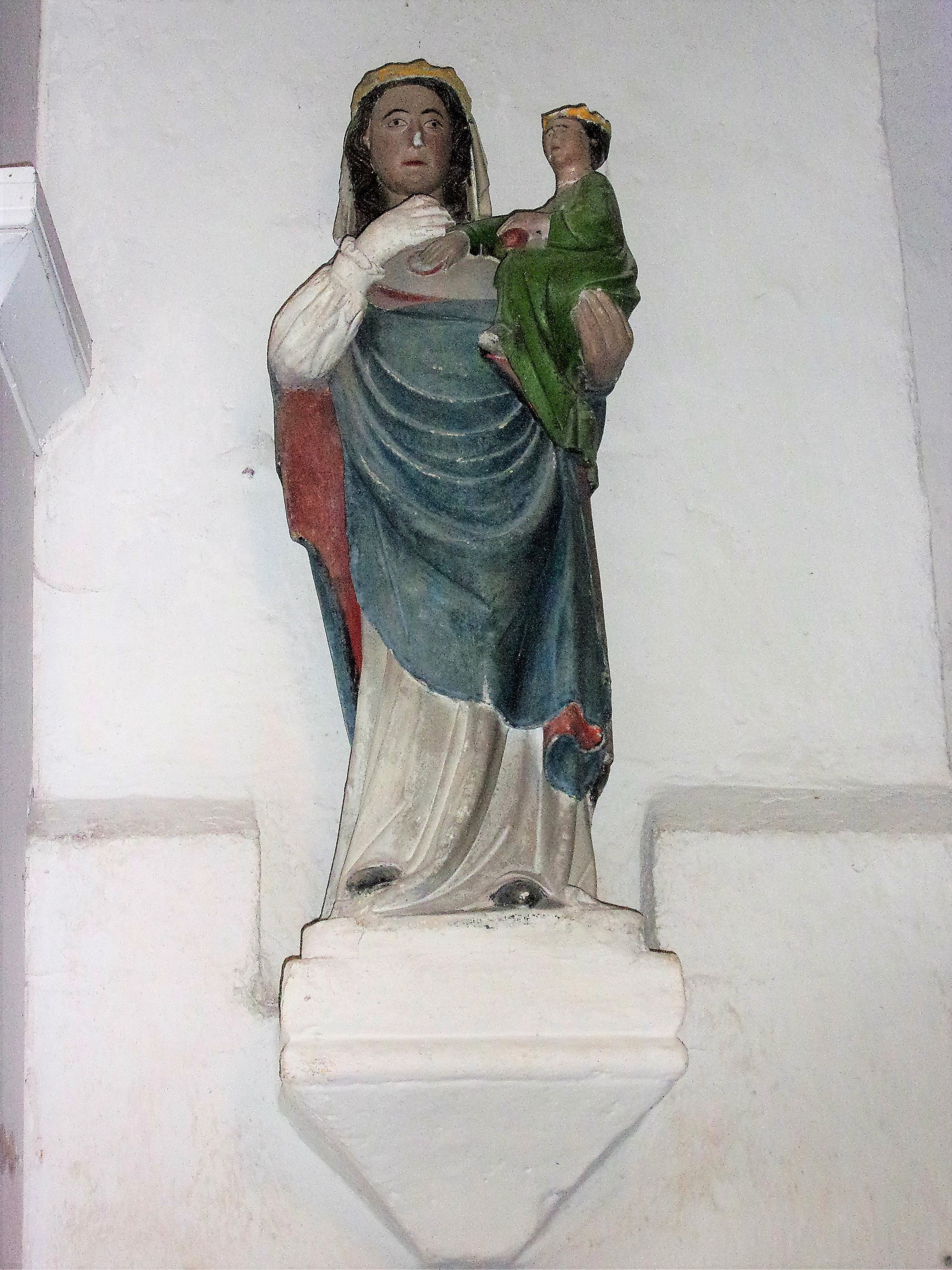
Vierge à l'Enfant.
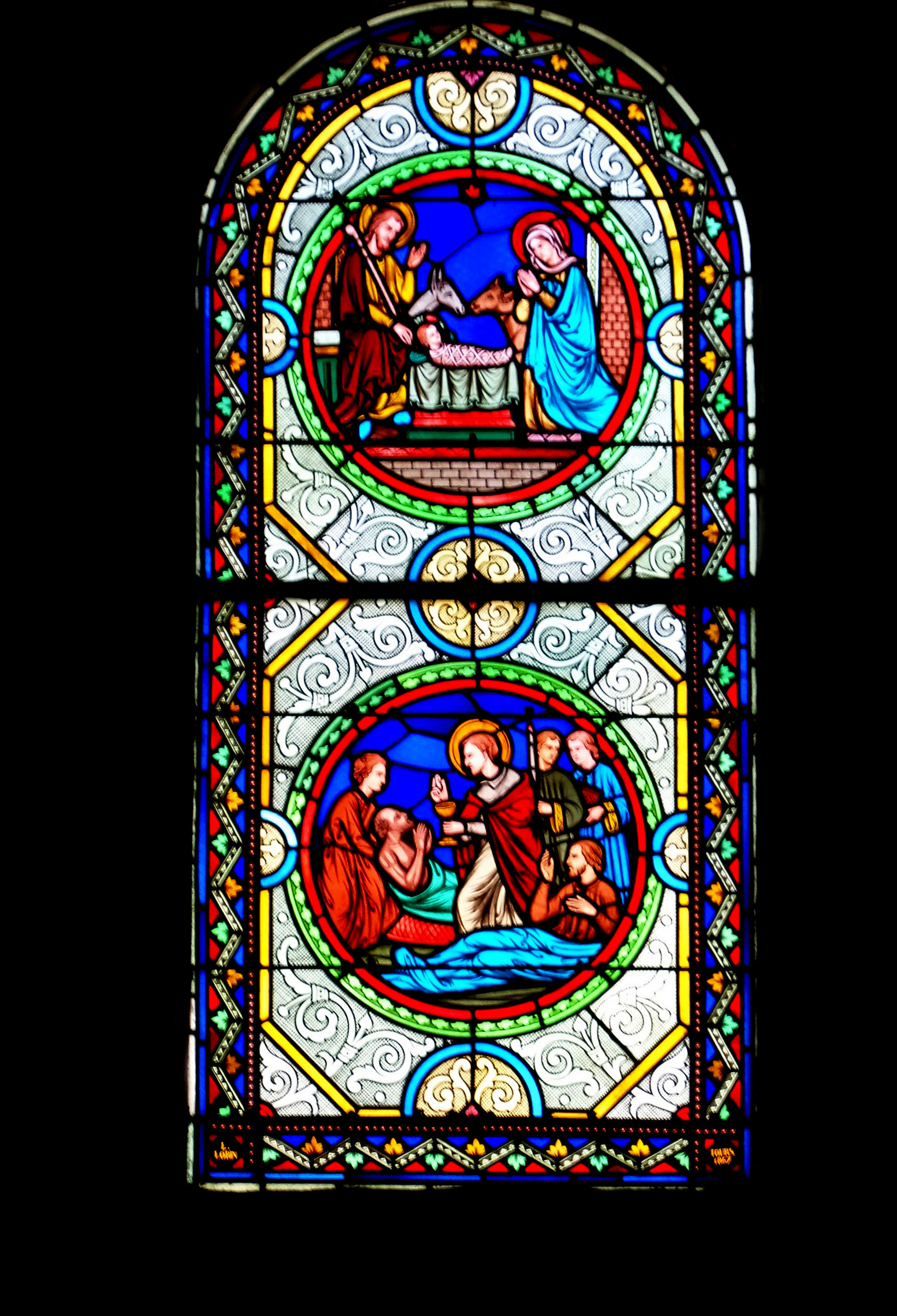
Vitrail Lobin de 1867.
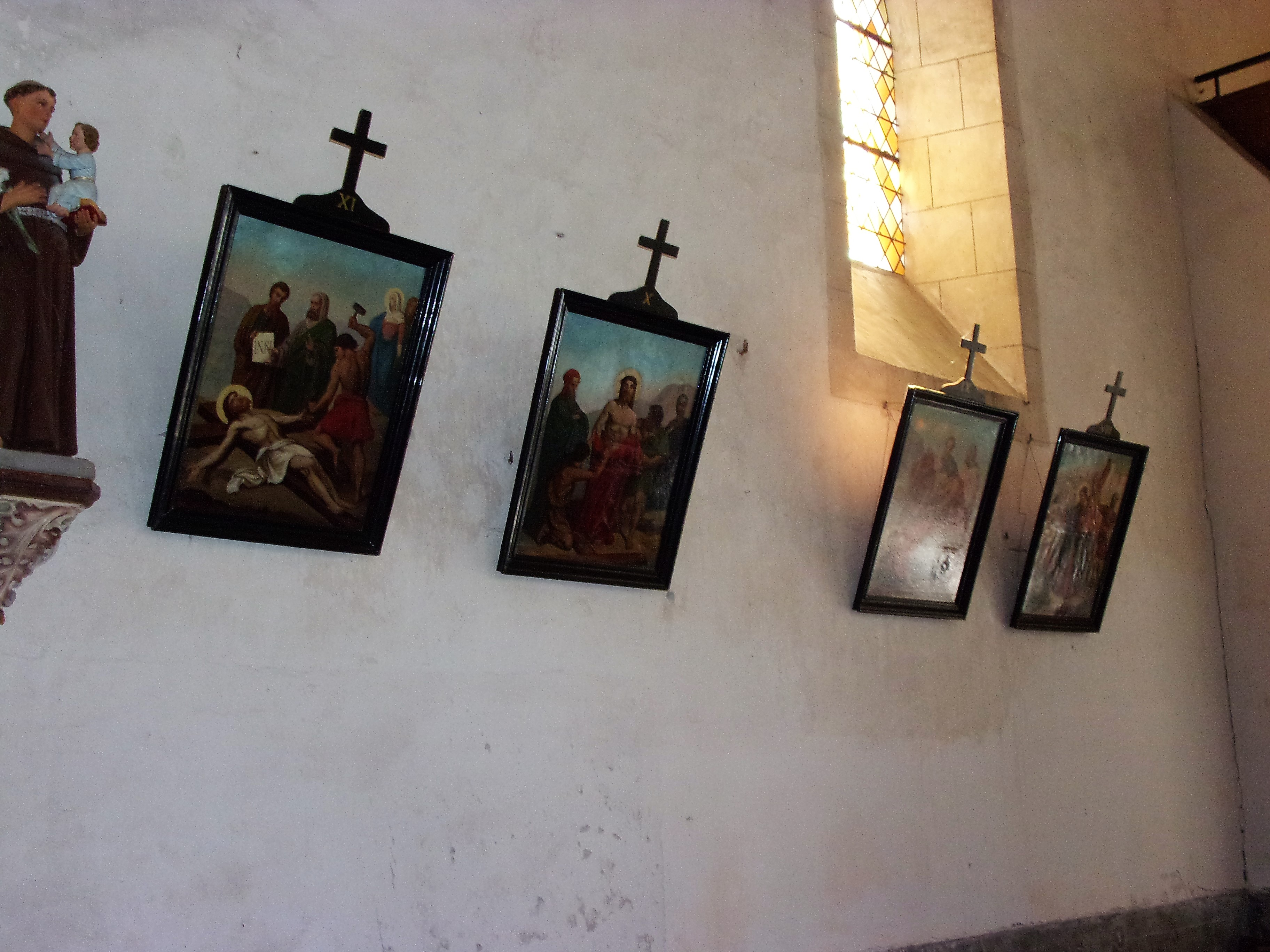
Vue partielle du chemin de croix.
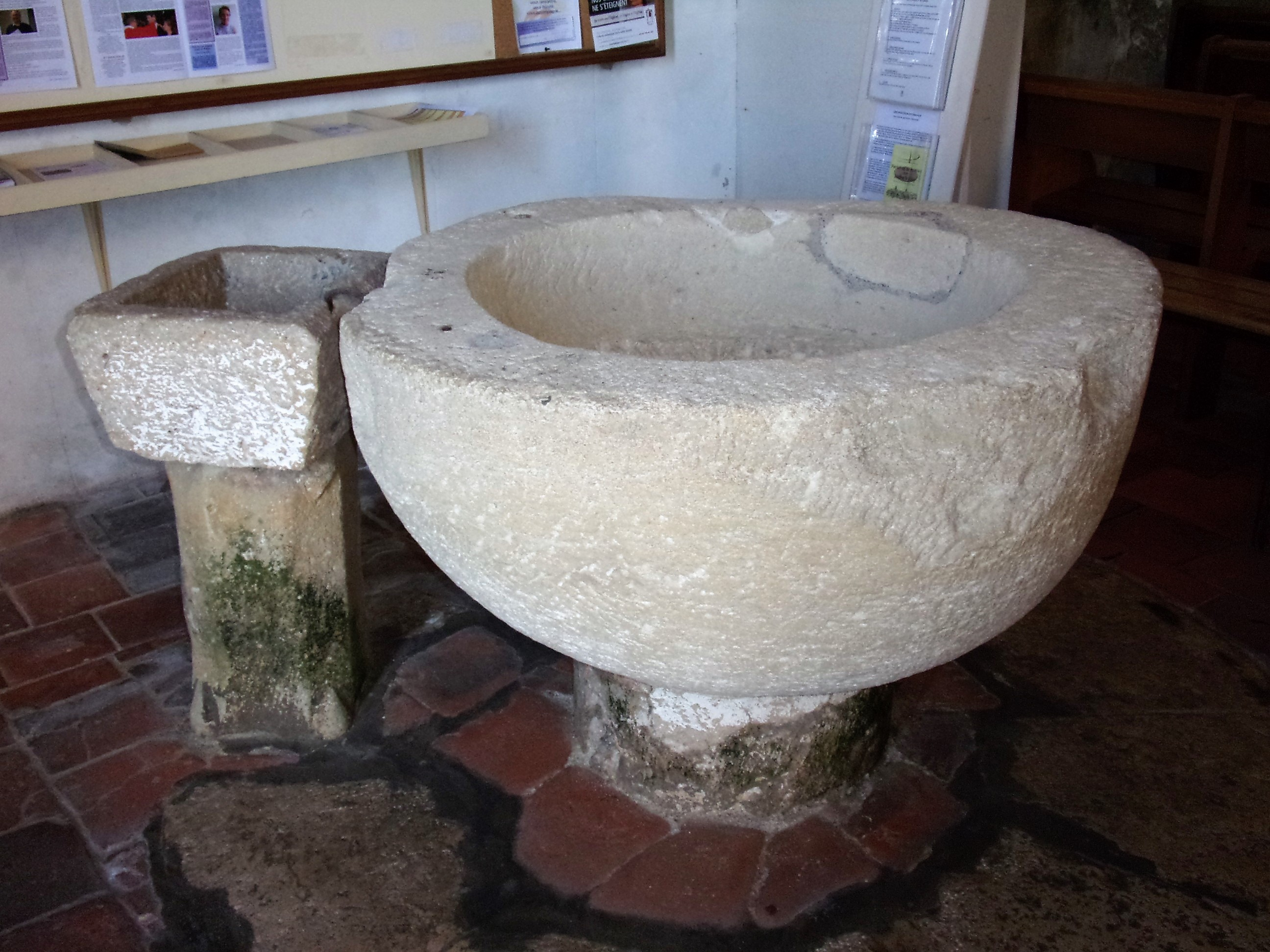
Cuve baptismale.

## Pour en savoir plus